# Rivière Péladeau
Der Rivière Péladeau ist ein ca. 124 km langer linker Nebenfluss des Rivière aux Feuilles im Norden der kanadischen Provinz Québec.

## Flusslauf
Der Rivière Péladeau bildet den Abfluss des Sees Lac Faribault. Er fließt in überwiegend ostsüdöstlicher Richtung. Nach 26 km trifft der Abfluss des Lac Tasiataq von rechts auf den Fluss. Etwa bei Flusskilometer 70 durchquert er das Seensystem Guenyveau. Er fließt anschließend noch 60 km bis zum Rivière aux Feuilles. Dabei fließt er westlich an dem See Lac Dulhut vorbei, dessen Wasser er über einen kurzen Zufluss aufnimmt. Rechnet man den Abfluss des Lac Bachant zum Lac Faribault zur Gesamtflusslänge hinzu, kommt ein Wert von 175 km heraus.
Der Rivière Péladeau weist zahlreiche Stromschnellen auf. Sein Einzugsgebiet umfasst eine Fläche von 4584 km². Der mittlere Abfluss des Rivière Péladeau beträgt 60 m³/s.

## Etymologie
Der Fluss wurde zu Ehren von Jean Péladeau (1701–1787), einem Landvermesser, benannt. Früher trug der Fluss die Bezeichnungen "Rivière Guenyveau" und "Rivière Laflamme".